# Tibor Takács
Pour les articles homonymes, voir Takács.
Tibor Takács est un réalisateur hongrois-canadien né le 11 septembre 1954 à Budapest (Hongrie).

## Filmographie

### Films
- 1978 : Metal Messiah
- 1987 : The Gate
- 1989 : Lectures diaboliques (I, Madman)
- 1992 : The Gate II
- 1993 : Red Shoe Diaries 2: Double Dare (vidéo)
- 1994 : La Marque du serpent (Viper)
- 1995 : Deadly Past
- 1996 : Sabotage
- 1997 : Sanctuary
- 1997 : Deathline (Redline)
- 2000 : Nostradamus
- 2000 : Once Upon a Christmas
- 2003 : Rats
- 2004 : Nature Unleashed: Earthquake (vidéo), traduit en français avec le titre "Tremblement de terre"[1],[2]. L'action se situe autour d'une centrale nucléaire en Russie. Le film est tourné en Biélorussie et en Lituanie.
- 2005 : Mosquitoman (Mansquito)
- 2017 : Panique à Los Angeles (Destruction: Los Angeles)

### Téléfilms
- 1982 : 984: Prisoner of the Future
- 1998 : Sabrina Goes to Rome
- 2001 : La Fille du Père Noël (Twice Upon a Christmas)
- 2002 : Tornado Warning
- 2006 : The Black Hole
- 2006 : Kraken: Tentacles of the Deep
- 2007 : Ice Spiders
- 2007 : Mega Snake
- 2010 : Tempête de météorites (Meteor Storm)
- 2013 : Spiders 3D (Spiders)
- 2013 : Bunks
- 2017 : Le ranch de Noël (Rocky Mountain Christmas)
- 2018 : Coup de foudre sur une mélodie de Noël (It's Christmas, Eve)
- 2018 : Souvenirs de Noël (Memories of Christmas)
- 2019 : A Christmas Miracle
- 2020 : Amour, duel et pâtisserie (The Secret Ingredient)

### Séries télévisées
- 1996 : Sabrina, l'apprentie sorcière (Sabrina the Teenage Witch)

## Distinctions
- Grand Prix, lors du Festival international du film fantastique d'Avoriaz 1990 pour Lectures diaboliques.